# Эротик (поэтический жанр)
Эротик (пол. erotyk от греч. ἐρωτικός «любовный, влюблённый; страстный» ← др.-греч. ἔρως «любовь, страсть») — польский поэтический жанр любовной лирики, менявшийся в течение веков.
Стихотворения этого жанра характеризуются глубиной чувства и страсти. Лирический субъект его — это влюбленный, часто безответно, обращающийся к объекту своих чувств в виде признания, исповеди, дифирамба или жалобы. Адресат стихов идеализировался.
Эротики пользовались такими стилистическими средствами, как гипербола, метафора, эпитет, перечисление, олицетворение, а также антитеза, оксюморон, междометия.
Временем наибольшего расцвета любовной лирики считается эпоха средневековья. Любовную лирику писали трубадуры, Франсуа Вийон. Франческо Петрарка «Сонетах к Лауре» дал новый взгляд на любовь между мужчиной и женщиной, выражающейся в нежности, полной очарования и желания.
В Польше к жанру эротиков обращались очень многие поэты: Ян Кохановский («Для девушки»), Миколай Семп-Шажинский (т.н. «рукопись Замойских»), Франциск Дионисий Княжнин («Эротики»), Адам Аснык («Эта слеза»), Даниэль Наборовский («Для Анны»), Корнель Уейский («Из эротиков»), Константы Ильдефонс Галчинский («Запрос на счастливые острова»), Юлиан Тувим («Эротик», «пол. Erotyk o bzach»), Ярослав Ивашкевич («Эротик»), Мария Павликовска-Ясножевская (книга «Эротики»), Казимеж Пшерва-Тетмайер («Мне нравится, когда женщина…»), Болеслав Лесьмян (цикл «В малиннике»), Вислава Шимборская («Любовь счастливая»), Кшиштоф Камил Бачинский («Эротик»), Тадеуш Ружевич («Эскиз современного эротика»), Кшиштоф Мария Сенявский (книга «Эротикон») и другие.